# Ganeria hahni
Ganeria hahni is een zeester uit de familie Ganeriidae.
De wetenschappelijke naam van de soort werd in 1891 gepubliceerd door Edmond Perrier.